# Comté de Clarion
Le comté de Clarion est un comté américain de l'État de Pennsylvanie. Au recensement de 2020, le comté comptait 37 241 habitants. Il a été créé le 11 mars 1839, à partir des comtés de Venango et d'Armstrong. Le siège du comté se situe à Clarion.

## Démographie
| Groupe            | Comté de Clarion | Pennsylvanie | États-Unis |
| ----------------- | ---------------- | ------------ | ---------- |
| Blancs            | 94               | 73,5         | 58         |
| Latino-Américains | 1                | 8,1          | 19         |
| Afro-Américains   | 1,4              | 10,5         | 12,1       |
| Asiatiques        | 0,47             | 3,4          | 6,2        |
| Métis             | 2,6              | 3,3          | 4,1        |
| Autres            | 0,3              | 0,4          | 0,5        |
| Amérindiens       | 0,1              | 0,1          | 0,9        |
| Océano-américains | 0,04             | 0,02         | 0,2        |
| Total             | 100              | 100          | 100        |